# Крест Заслуги (УПА)
Кре́ст Заслу́ги (укр. Хрест Заслуги) — военная и гражданская награда Украинской повстанческой армии и Украинского главного освободительного совета — самопровозглашённого правительства Украины под протекцией ОУН(б). Присваивалась военнослужащим Украинской повстанческой армии и гражданским лицам с формулировкой «За особый труд в пользу Украинских Вооружённых Сил».

## История
Награда была утверждена 27 января 1944 года приказом Главного Командования № 3/44, подписанного Главным командиром Украинской повстанческой армии (УПА) Романом Шухевичем и шефом Главного военного штаба УПА Дмитрием Грицаем-«Перебейносом»:
За особый труд для Украинских Вооружённых Сил военные и гражданские лица могут удостоиться военной награды — Креста Заслуги соответствующего класса.
1. Золотой Крест Заслуги. Эту награду присваивает Главный Освободительный Совет по представлению Главного Командира УПА.
2. Серебряный Крест Заслуги. Эту награду присваивает Главный Освободительный Совет по представлению Главного Командира УПА.

3. Бронзовый Крест Заслуги. Эту награду присваивает Главный Командир УПА по представлению Краевого Командира УПА
Всего существовало пять степеней Креста Заслуги: две золотые, две серебряные и бронзовая. Окончательный проект орденов был разработан в 1950 году художником Нилом Хасевичем. Утверждённый УГОС, проект был переправлен в Баварию с помощью курьеров, где и были изготовлены награды УПА, включая Кресты Заслуги.
Среди награждённых Крестами Заслуги разных степеней и классов фигурируют сам автор их проекта, Нил Хасевич, а также Роман Шухевич. Золотым Крестом Заслуги 1-го класса (1-й степени) он был награждён посмертно.
12 октября 1952 года был вынесен последний наградной приказ под номером 3/52. С этого момента как наградами УПА в целом, так и Крестами Заслуги в частности, никто никогда не награждался.

## Описание
Кресты Заслуги, вне зависимости от степени и класса, имели одинаковый размер: 27х18 мм (не считая орденской ленты, имевшей ширину 30 мм). В основу каждого ордена был положен стилизованный крест. В центре креста располагался ромб с украинским тризубом. Лента к кресту тёмно-красного оттенка имела две чёрные горизонтальные полоски. Кресты носили на пятиконечной колодке, обтянутой лентой. На лентах, в зависимости от ордена, располагалась одна или две горизонтальные металлические полосы металла, соответствующего орденскому.
Внешне все кресты, за исключением ордена 1-го класса, выглядели одинаково. При отсутствии лент их различал лишь металл, использованный для изготовления, а ордена 3-го и 4-го класса, изготовленные из серебра, в таком случае были идентичными. Крест же 1-го класса, в соответствии с проектом Хасевича, был частично эмалирован синей эмалью (иногда вместо эмали использовалась краска).

### Галерея

Современное изображение Крестов Заслуги
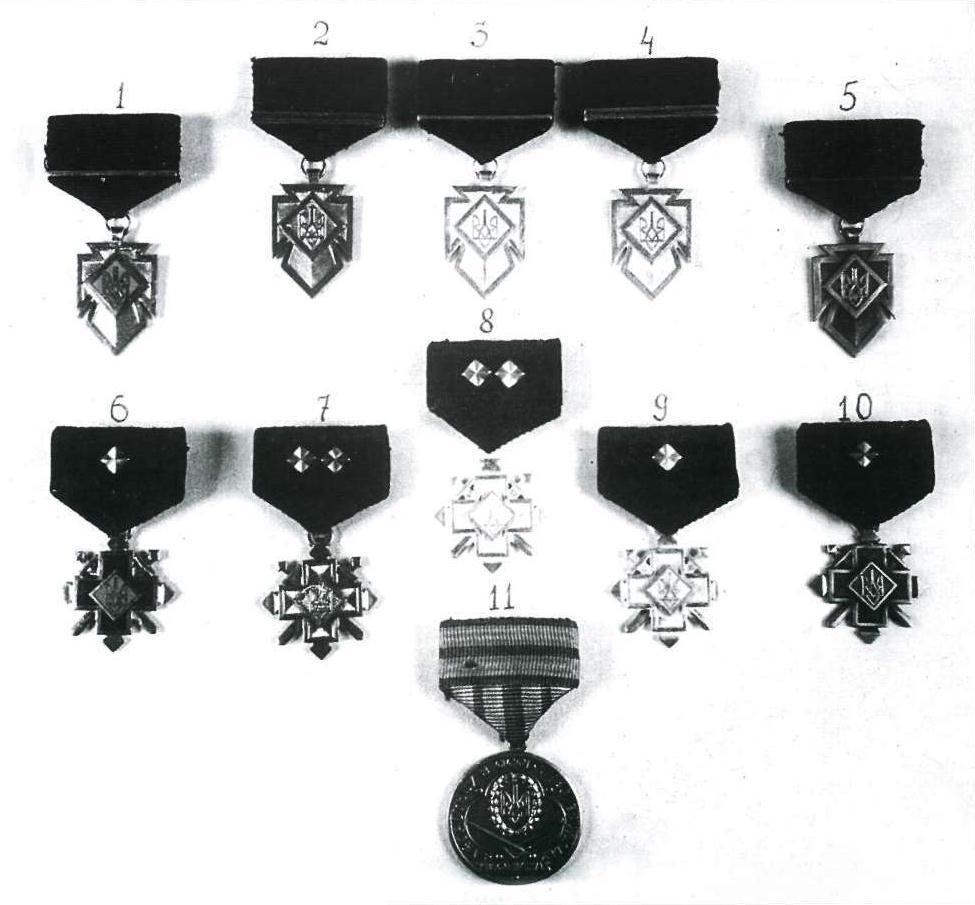
Комплект наград УПА, изъятый сотрудниками КГБ при аресте Василия Кука-«Лемиша», главного командира УПА 23 мая 1954 года. Кресты Боевой Заслуги представлены под номерами 1—5
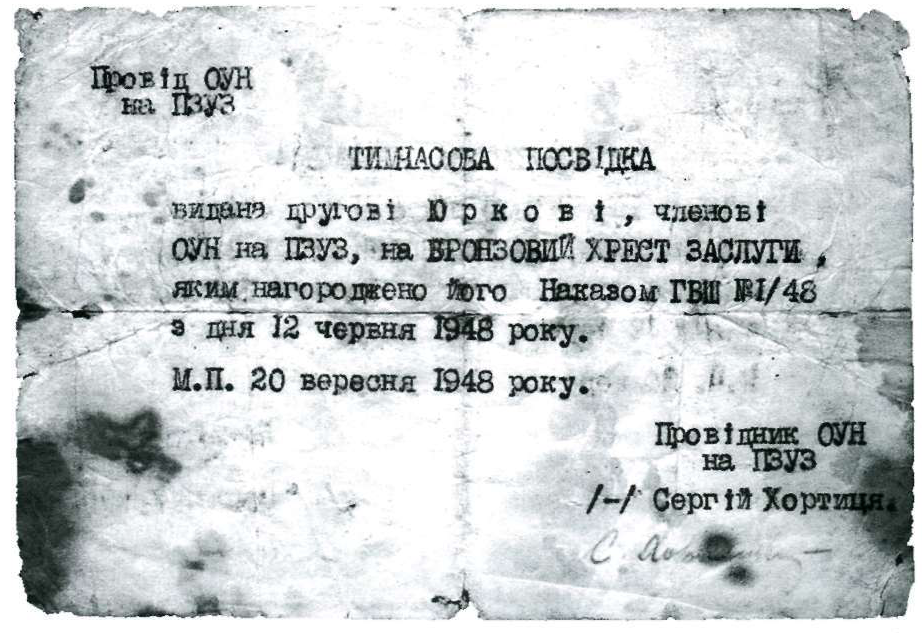
Временное свидетельство о награждении Бронзовым Крестом Заслуги, выданное в 1948 году
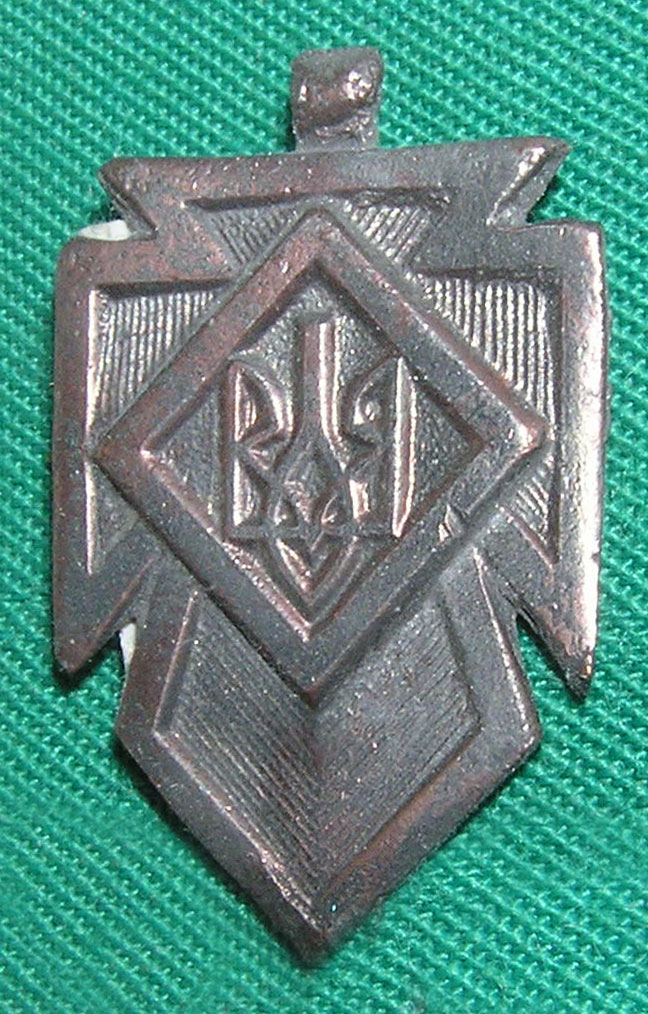
Фотография Серебряного Креста Боевой Заслуги (класс неизвестен), сделанная в историческом музее города Трускавец